# 美翔芽里
美翔 芽里（みしょう めり、1975年2月13日 - ）は、日本の元レースクイーン。テレビのバラエティー番組 『出動!ミニスカポリス』（1997年、テレビ東京）へのレギュラー出演でも知られた。

## 人物
埼玉県草加市出身。
1996年（平成8年）、鈴鹿8時間耐久レースの「コカコーラサーキットレディ」、翌1997年（平成9年）、『かもめサービス』のレースクイーンを務める。同年、「ミニスカポリス（3代目/4代目）」のひとりとしてバラエティー番組『出動!ミニスカポリス』（テレビ東京）にレギュラー出演した。同番組では共演者であった吉永千夏とともにコンビ、『CLIMAX（クライマックス）』を結成し歌手としてシングルもリリースした。番組降板後はスカパー!の番組に単発で出演する等活動は細々としたものとなり、現在は表舞台から姿を消している。
芸能事務所は有限会社ディメンションブルー（東京都港区）に所属していた。

## CDリリース
- CLIMAX 『TURN ME ON 』 - 三代目ポリスの吉永と美翔の二人によるユニットで、アメリカのテクノポップデュオ"e-rotic"の原曲に日本語の歌詞を合わせたカバー。番組内で「交通安全ソング」として使用された他、ギルガメッシュないとでe-roticとの共演も果たしている。発売は東芝EMI、8cmCDのみのリリース。クラブイベントに出演した際はこの他にも未発表曲が存在した。週刊文集に掲載されていた。

## 出演
- 『出動!ミニスカポリス』 （テレビ東京、1997年）